# Бежан-Тирневіца
Бежан-Тирневіца (рум. Bejan-Târnăvița) — село у повіті Хунедоара в Румунії. Входить до складу комуни Шоймуш.
Село розташоване на відстані 306 км на північний захід від Бухареста, 9 км на північний захід від Деви, 110 км на південний захід від Клуж-Напоки, 124 км на схід від Тімішоари.

## Населення
За даними перепису населення 2002 року у селі проживали 2 особи.